# Municipio de Lake Johanna
El municipio de Lake Johanna (en inglés: Lake Johanna Township) es un municipio ubicado en el condado de Pope en el estado estadounidense de Minnesota. En el año 2010 tenía una población de 139 habitantes y una densidad poblacional de 1,5 personas por km².

## Geografía
El municipio de Lake Johanna se encuentra ubicado en las coordenadas 45°27′13″N 95°10′46″O / 45.45361, -95.17944. Según la Oficina del Censo de los Estados Unidos, el municipio tiene una superficie total de 92.85 km², de la cual 85,42 km² corresponden a tierra firme y (8 %) 7.43 km² es agua.

## Demografía
Según el censo de 2010, había 139 personas residiendo en el municipio de Lake Johanna. La densidad de población era de 1,5 hab./km². De los 139 habitantes, el municipio de Lake Johanna estaba compuesto por el 97,84 % blancos, el 0,72 % eran asiáticos y el 1,44 % eran de una mezcla de razas. Del total de la población el 3,6 % eran hispanos o latinos de cualquier raza.